# Pankararu
Pankararú (Pancararu, Pancararús, Brancararu), indijanski narod iz Pernambuca i Alagoasa, Brazil na području rezervata Pankararu; 3,676 pripadnika (1995 AMTB); 5,880 (Funasa, 2005) od kojih danas svi govore portugalskim jezikom. Njihov, sada izumrli jezik, činio je samostalnu porodicu. Ne smiju se pobrkati s plemenima Pankararé i Pankaru. 

## Vanjske poveznice
- Pankararu  Arhivirana inačica izvorne stranice od 7. rujna 2008. (Wayback Machine)